# Glochidion gillespiei
Glochidion gillespiei là một loài thực vật có hoa trong họ Diệp hạ châu. Loài này được Croizat mô tả khoa học đầu tiên năm 1942.